# Trudove
Trudove  (ucraniano: Трудове) es una localidad del Raión de Izmail en el Óblast de Odesa de Ucrania. Según el censo de 2001, tiene una población de 1487 habitantes.